# 內爾圖梅湖

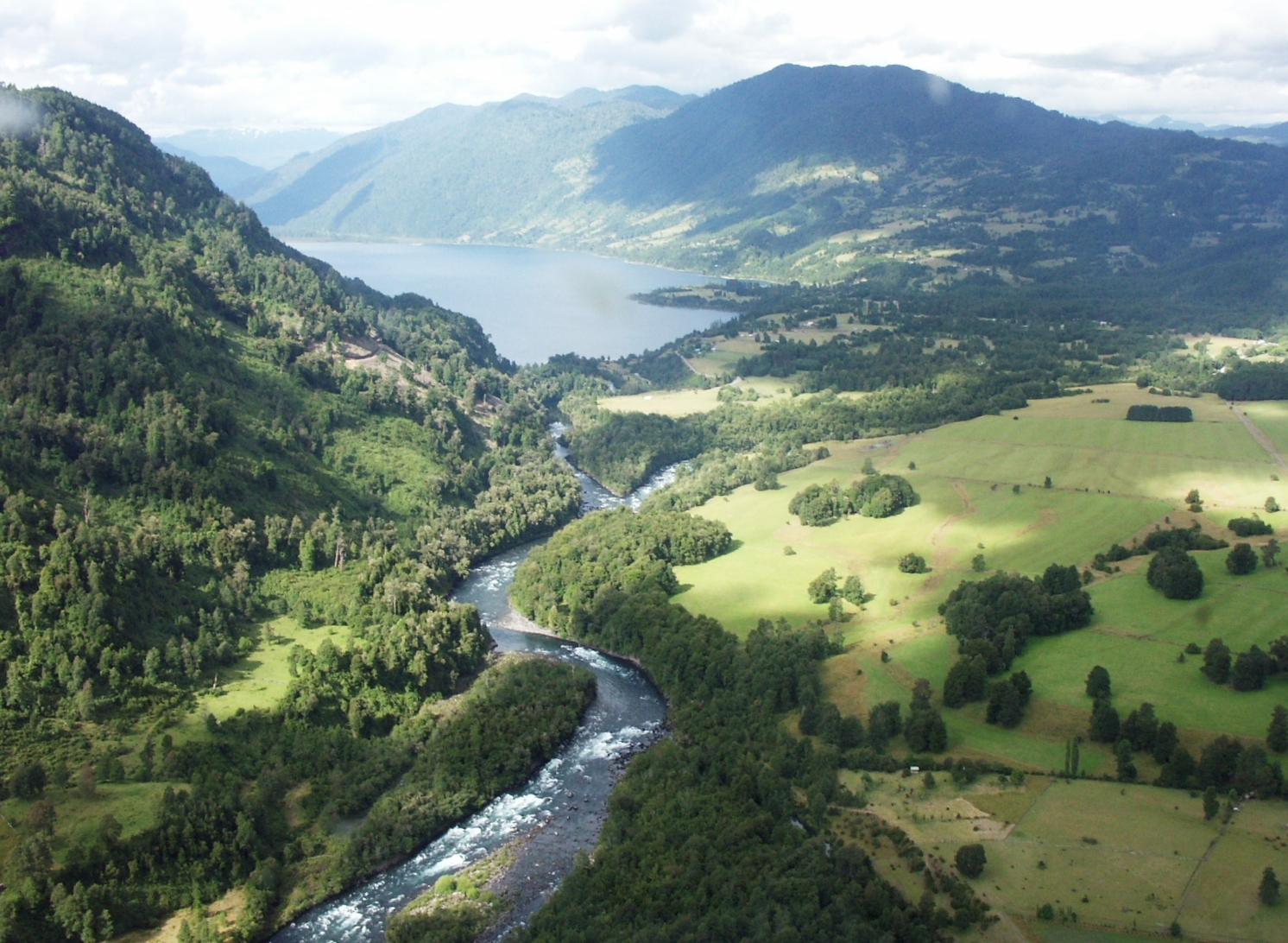

內爾圖梅湖是智利的湖泊，位於該國南部，由瓦爾迪維亞省負責管轄，屬於瓦爾迪維亞河的流域，長6.3公里、寬2.4公里，面積9.5平方公里，平均水深86米。

## 外部連結
- Sernatur (Chile's national tourism service)

39°48′S 71°57′W / 39.800°S 71.950°W